# Eyenbach (Weiler-Simmerberg)
Eyenbach (westallgäuerisch: Ajəbach, üf Ajəbach hindrə, Ojəbach) ist ein Gemeindeteil des Markts Weiler-Simmerberg im  bayerisch-schwäbischen Landkreis Lindau (Bodensee).

## Geographie
Der Weiler liegt circa 4,5 Kilometer südwestlich des Hauptorts Weiler im Allgäu und zählt zur Region Westallgäu. Westlich der Ortschaft fließt die Rothach, südlich der Eyenbach, der die Grenze zu Vorarlberg bildet.

## Ortsname
Über die Herkunft des Ortsnamens gibt es verschiedene Theorien. Eine davon sieht einen Bachnamen, bei dem das Grundwort Eyen- eine Abwandlung des Worts Au für feuchtes Wiesengelände ist. Eine andere Theorie sieht den Personenkurznamen Eyen, sodass der Name (Siedlung am) Bach des Eyen bedeutet.

## Geschichte
Eyenbach wurde urkundlich vermutlich erstmals im Jahr 1569 als Eminbach erwähnt. 1818 wurden sieben Wohngebäude im Ort gezählt. Der Ort gehörte einst dem Gericht Simmerberg in der Herrschaft Bregenz und zuletzt der Gemeinde Simmerberg an.

## Persönlichkeiten
- Gebhard Rädler (1831–1907), Jesuitenpater, Missionar
- Franz Xaver Baldauf (1871–1950), Kirchenrestaurateur und Portraitmaler
- Hans Edgar Jahn (1914–2000),  Journalist, Publizist, PR-Berater, Verleger und Politiker, lebte in Eyenbach